# Ectatosia moorei
Ectatosia moorei är en skalbaggsart som beskrevs av Francis Polkinghorne Pascoe 1857. Ectatosia moorei ingår i släktet Ectatosia och familjen långhorningar. Inga underarter finns listade i Catalogue of Life.